# Aframomum thonneri
Aframomum thonneri là một loài thực vật có hoa trong họ Gừng. Loài này được De Wild. mô tả khoa học đầu tiên năm 1911.